# Bacurau-de-lajeado
O bacurau-de-lajeado (Nyctipolus nigrescens) é uma espécie amazônica de bacurau que chega a medir até 19,5 cm de comprimento. Tais aves possuem uma coloração muito escura, com manchas brancas nas partes laterais da garganta e na ponta da cauda. Contudo, as fêmeas são totalmente escuras. São conhecidas também pelo nome de bacurau-negro.